# Martinus de Golnow
Martinus de Golnow († 1372) war Domherr in Schwerin und Ratssekretär der Hansestadt Lübeck.

## Leben
Seinem Herkunftsnamen zur Folge stammte Martinus aus Gollnow in Hinterpommern.
Ab 1350 führte er als Ratssekretär das Lübecker Niederstadtbuch und ist in Lübeck ab 23. Oktober 1362 als Protonotar bis zur Aufgabe seines Amtes am 19. September 1363 belegt. Als Schweriner Domherr stand er vor und nach dem Eintritt in das Domkapitel in Diensten des Lübecker Rates.
1352/53 wurde er von Papst Innozenz IV. zum Scholasticus des Schweriner Domkapitels ernannt. Bei der Beschreibung des Scholstenamtes im Schweriner Statut standen neben der Leitung der Domschule als Hauptaufgabe auch Tätigkeiten, die in den Bereich eines Kanzlers und Sekretärs fielen.
Dieses Amt übte er bis 1369 aus. Bei dieser Tätigkeit war es nicht verwunderlich, dass die Dienste der Scholasten auch außerhalb des Kapitels in Anspruch genommen wurden. Hauptsächlich aufgrund ihrer Erfahrungen im Kanzleiwesen fanden sie zusätzliche Beschäftigungen.
Nach Martinus Tod wurde das Scholastenamt 1372 neu vergeben.
Vom 3. September 1361 bis zu seinem freiwilligen Verzicht am 11. August 1366 war Martinus de Golnow auch Pfarrer an der Marienkirche in Wismar.